# Луг-Ореховицький
46°04′ пн. ш. 16°00′ сх. д. / 46.06° пн. ш. 16.00° сх. д.
Луг-Ореховицький (хорв. Lug Orehovički) — населений пункт у Хорватії, у Крапинсько-Загорській жупанії у складі громади Бедековчина.

## Населення
Населення за даними перепису 2011 року становило 223 осіб.
Динаміка чисельності населення поселення:

## Клімат
Середня річна температура становить 10,12 °C, середня максимальна – 24,23 °C, а середня мінімальна – -6,43 °C. Середня річна кількість опадів – 940 мм.
| Клімат поселення                              | Клімат поселення | Клімат поселення | Клімат поселення | Клімат поселення | Клімат поселення | Клімат поселення | Клімат поселення | Клімат поселення | Клімат поселення | Клімат поселення | Клімат поселення | Клімат поселення | Клімат поселення |
| Показник                                      | Січ.             | Лют.             | Бер.             | Квіт.            | Трав.            | Черв.            | Лип.             | Серп.            | Вер.             | Жовт.            | Лист.            | Груд.            |                  |
| Середній максимум, °C                         | 5,64             | 7,74             | 12,05            | 16,40            | 21,19            | 24,23            | 23,29            | 22,74            | 18,84            | 13,76            | 8,26             | 4,25             |                  |
| Середня температура, °C                       | −0,4             | 1,72             | 6,01             | 10,36            | 15,15            | 18,19            | 19,83            | 19,28            | 15,38            | 10,31            | 4,80             | 0,80             |                  |
| Середній мінімум, °C                          | −6,43            | −4,33            | −0,01            | 4,32             | 9,12             | 12,15            | 16,37            | 15,82            | 11,92            | 6,84             | 1,34             | −2,67            |                  |
| Норма опадів, мм                              | 49               | 49               | 63               | 70               | 81               | 107              | 90               | 94               | 91               | 90               | 90               | 66               |                  |
| Середньомісячна швидкість вітру, м/с          | 1.79             | 1.99             | 2.39             | 2.30             | 2.18             | 1.91             | 1.90             | 1.70             | 1.70             | 1.77             | 1.86             | 1.83             |                  |
| Середньомісячна сонячна радіація, кДж/м²·день | 4082             | 6844             | 10484            | 14832            | 18932            | 20746            | 21558            | 18807            | 13916            | 8680             | 4543             | 3261             |                  |
| --------------------------------------------- | ---------------- | ---------------- | ---------------- | ---------------- | ---------------- | ---------------- | ---------------- | ---------------- | ---------------- | ---------------- | ---------------- | ---------------- | ---------------- |
| Джерело:                                      |                  |                  |                  |                  |                  |                  |                  |                  |                  |                  |                  |                  |                  |